# Le Retour des Mousquetaires
Série
On l'appelait Milady
(1974)
Pour plus de détails, voir Fiche technique et Distribution.
Le Retour des Mousquetaires (The Return of the Musketeers) est un film anglo-franco-espagnol réalisé par Richard Lester et sorti en 1989.
Librement adapté du roman Vingt ans après d'Alexandre Dumas, il s'agit du dernier volet d'un triptyque commencé en 1973 avec Les Trois Mousquetaires et On l'appelait Milady en 1974.
À Paris, en 1649, la Fronde gronde contre le Cardinal Mazarin, premier ministre de la régente Anne d'Autriche. Mazarin demande à D'Artagnan de rallier à sa cause les trois mousquetaires Athos, Porthos et Aramis. Porthos, désormais veuf, est ravi de renouer avec les aventures.

## Synopsis
Vingt ans après les événements des Quatre Mousquetaires, le cardinal Mazarin a emprisonné le duc de Beaufort. Mazarin engage d'Artagnan pour réunir Athos, Porthos et Aramis, pour travailler pour lui. Porthos accepte, mais Athos et Aramis déclinent. À cette époque, Athos a un fils nommé Raoul.
La fille de Milady de Winter, Justine, capture et interroge le bourreau que les mousquetaires ont engagé pour tuer sa mère. Après avoir découvert que le "comte de La Fère" l'a engagé, elle le tue. Raoul tombe sur les conséquences de cet événement et poursuit Justine, qui est déguisée en prêtre. Après un combat à l'épée, lorsqu'il découvre qui elle est vraiment et quel est son plan, Raoul part et dit à d'Artagnan, Porthos et Athos que Justine veut les tuer.
Le comte de Rochefort ne parvient pas à empêcher Beaufort de s'échapper de sa prison, et il est ensuite arrêté par Mazarin. Mazarin envoie d'Artagnan et Porthos à la poursuite de Beaufort, mais Beaufort leur échappe grâce à l'intervention d'Athos et d'Aramis, qui travaillent pour Beaufort. Cela déclenche une bagarre parmi les mousquetaires, au cours de laquelle d'Artagnan tranche la main d'Aramis. Aramis brise son épée et s'en va. D'Artagnan et Porthos sont renvoyés par Mazarin pour ne pas avoir attrapé Beaufort.
Rochefort, qui a survécu à son affrontement presque fatal avec d'Artagnan dans le film précédent et s'est caché, retrouve Justine (sa fille) et lui révèle les noms de d'Artagnan, Porthos et Aramis, lui révélant que le comte de La Fère est Athos. Le roi Charles Ier d'Angleterre doit être exécuté, alors la reine Anne d'Autriche envoie d'Artagnan, Athos, Porthos et Raoul pour le sauver. Ils tentent de le sauver en assommant le bourreau, mais Justine prend sa place et décapite Charles.
Les Mousquetaires ont plusieurs rencontres avec Justine : dans l'une, la véritable allégeance de Raoul lui est révélée ; dans une autre, Justine et Rochefort tentent de tuer les Mousquetaires en faisant exploser leur navire. Les Mousquetaires remarquent leur piège, posent leur propre bombe et s'échappent. Rochefort est tué lorsque le navire explose, mais Justine s'échappe.
Justine tente de tuer le roi Louis XIV, mais elle est arrêtée par les mousquetaires. Leur combat se termine par le saut de Justine par la fenêtre dans l'eau. Aramis rejoint les mousquetaires et ils forcent Mazarin à signer plusieurs documents en leur faveur, notamment faire de Porthos un baron, d'Aramis un évêque et nommer Raoul dans la Garde. Le film se termine avec les mousquetaires à nouveau ensemble.

## Fiche technique
- Titre original : The Return of the Musketeers
- Titre français : Le Retour des Mousquetaires
- Réalisation : Richard Lester
- Scénario : George MacDonald Fraser, d’après Vingt ans après d’Alexandre Dumas père
- Musique : Jean-Claude Petit
- Durée : 102 minutes
- Genre : cape et épée, action, aventure, comédie, historique
- Pays de production :  France,  Royaume-Uni,  Espagne
- Langue originale : anglais
- Format : Couleurs (Technicolor) - 35 mm - 1,37:1 - Son monophonique
- Dates de sortie :
  - France : 19 avril 1989
  - Royaume-Uni : 25 août 1989

## Distribution
- Michael York (VF : Michel Creton) : D'Artagnan
- Oliver Reed (VF : Henri Poirier) : Athos
- Frank Finlay (VF : Bernard Musson) : Porthos
- C. Thomas Howell (VF : Vincent Ropion) : Raoul, vicomte de Bragelonne, le fils d'Athos
- Kim Cattrall (VF : Sabine Haudepin) : Justine de Winter, la fille de Milady
- Geraldine Chaplin (VF : Béatrice Delfe) : la reine Anne d'Autriche
- Roy Kinnear (VF : Antoine Marin) : Planchet
- Christopher Lee (VF : Raymond Gérôme) : le comte de Rochefort
- Philippe Noiret (VF : lui-même) : le cardinal de Mazarin
- Richard Chamberlain (VF : Claude Giraud) : Aramis
- Jean-Pierre Cassel (VF : lui-même) : Cyrano de Bergerac
- Eusebio Lázaro : le duc de Beaufort
- Alan Howard (VF : Jean-Pierre Moulin) : Cromwell
- David Birkin (VF : Emmanuel Garijo) : le roi Louis XIV
- Bill Paterson : le roi Charles Ier d'Angleterre

## Autour du film
- Le personnage de Mordaunt, le fils de Milady dans le roman, est ici remplacé par une fille nommée Justine et interprétée par Kim Cattrall.
- Roy Kinnear (Planchet) mourut pendant le tournage à la suite d'une chute de cheval. Déprimé, Richard Lester décida de prendre sa retraite.
- Bien que parlant très bien anglais,  Jean-Pierre Cassel et Philippe Noiret sont doublés en version originale par des acteurs britanniques.[réf. nécessaire]